# باسنجر (فرقة بريطانية)
باسنجر (بالإنجليزية: Passenger)‏هي فرقة موسيقية تشكلت في عام 2003 كانت مشكلة من الأعضاء:
- أندرو فيليبس - Andrew Phillips
- مايك روزنبرغ - Mike Rosenberg
- ألون كوهين - Alon Cohen
- توم ميلز - Tom Mills
- ستيفن هود - Stephen Hodd
- روبن كاورد - Robin Coward
- ريتشرد برينكلو - Richard Brincklow

أصدرت الفرقة ألبومها الأول Wicked Man's Rest عام 2007 وكل الأغاني ألّفها ولحّنها الثنائي فيليبس وروزنبرغ. بعد إصدار الألبوم بقليل، ترك فيليبس، وهو عضو بارز في الفرقة.
إنفرط عقد الفريق عام 2009، إلا أن مايك روزنبرغ احتفظ باسم باسنجر، كفنان منفرد ليجوب العالم كمؤدي إلى أن ذاع صيته مع أغنية Let Her Go الشهيرة

## ألبومات الفرقة
- 2007: Wicked Man's Rest

## السينغلز
- 2007: "Wicked Man's Rest"
- 2007: "Walk You Home"
- 2007: "Do What You Like"
- 2007: Table for One

## إنظر أيضا
- باسينجر

## وصلات خارجية
- باسنجر على موقع ميوزك برينز (الإنجليزية)
- باسنجر على موقع ديسكوغز (الإنجليزية)